# Cecilia (ópera)
Cecilia es una acción sacra en tres episodios y cuatro cuadros con música de Licinio Refice y libreto de Emidio Mucci, basado en la vida de Santa Cecilia. Se estrenó el 15 de febrero de 1934 en el Teatro Reale
dell'Opera de Roma, director de escena Marcello Govoni.

## Extractos
- Per amor di Gesù  -  (el Ángel)
- Non me esaltate  -  (Valeriano)
- Cecilia, non ebbi dianzi  -  (Valeriano - Cecilia)
- Oh Signore  -  (Valeriano - Cecilia)
- Oh, il tetro mormorio  -  (Cecilia)
- Un'alba gloriosa  -  (Valeriano - Cecilia)
- Cecilia, Cecilia! Ora anch'io vedo!  -  (Valeriano)
- Grazie sorelle  -  (Cecilia)